# Rose Connors
Pour les articles homonymes, voir Connors.
 Rose Connors, née en 1957, est une romancière américaine, autrice de roman policier.

## Œuvre

### Romans

#### SérieMarty Nickerson
1. Absolute Certainty (2002)
2. Temporary Sanity (2003)
3. Maximum Security (2004)
4. False Testimony (2005)

## Prix et distinctions

### Prix
Prix Mary-Higgins-Clark 2003 pour Absolute Certainty